# Синяки (Краснинский район)
Синяки — деревня в Краснинском районе Смоленской области России. Входит в состав Малеевского сельского поселения. До 5 июня 2017 года входила в состав Глубокинского сельского поселения.
Население — 24 жителя (2007 год).

## География
Расположена в западной части области в 6 км к западу от Красного, в 16 км южнее автодороги М1 «Беларусь». В 15 км северо-западнее деревни расположена железнодорожная станция О.п. 471-й км на линии Москва — Минск.

## История
В годы Великой Отечественной войны деревня была оккупирована гитлеровскими войсками в июле 1941 года, освобождена в сентябре 1943 года.